# Stoișești, Vaslui
Stoișești este un sat în comuna Banca din județul Vaslui, Moldova, România. Se află în partea de sud a județului,  în Dealurile Fălciului. La recensământul din 2002 avea o populație de 730 locuitori. Satul își datoreaza existența datorită familiei boierești Baran, poposită pe aceste meleaguri in epoca marilor migrații.